# Leptogaster basilaris
Leptogaster basilaris är en tvåvingeart som beskrevs av Daniel William Coquillett 1898. Leptogaster basilaris ingår i släktet Leptogaster och familjen rovflugor. Inga underarter finns listade i Catalogue of Life.